# Фонтан "Діти і жабка" (Одеса)
Фонтан «Діти і жабеня» — скульптурна група із фонтаном, розташована в Одесі на Театральній площі (офіційно за адресою вул. Ланжеронівська, 6), біля будівлі Англійського клубу. Є однією із реплік скульптурної композиції із аналогічною назвою авторства французького скульптора Макса Блонда. Одеська репліка відома також під назвою Нарцис, натомість аналогічна композиція в Діжоні має назву Молодість (фр. Jeunesse), а композиція в Німеччині та Швейцарії — Казковий фонтан (нім. Maerchenbrunnen).

## Опис

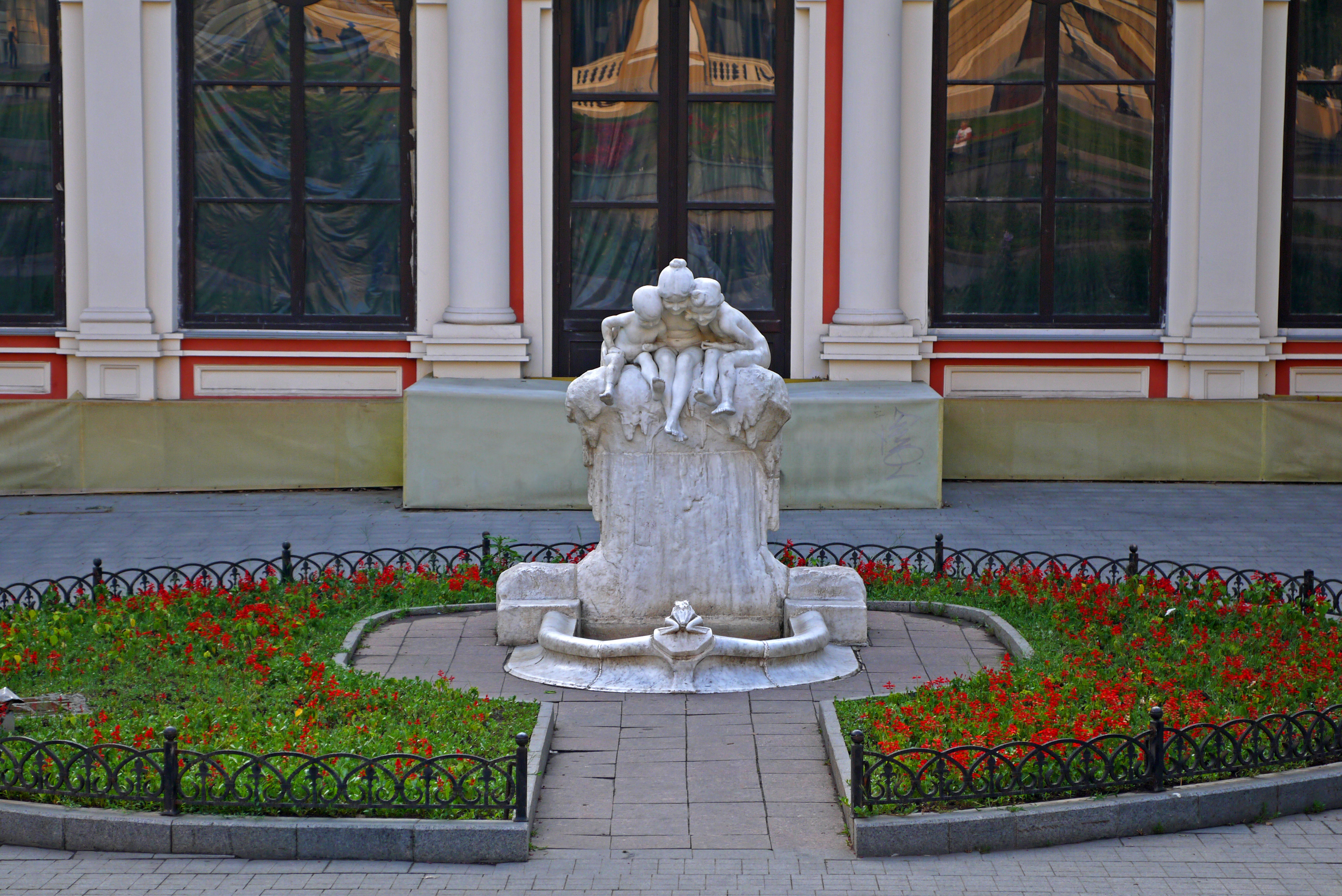
Загальний вигляд композиції

Скульптурна композиція створена з білого мармуру, постамент з бетону. Басейн фонтану напівовальної форми, оперезаний невисоким парапетом, зі східного боку якого здіймається постамент на кшталт обрубаного стовбура дерева, на якому розміщено три статуетки дітей, що обійнялися подавшись уперед. З протилежного боку басейну розміщена мармурова скульптура жабки, яку власне із цікавістю розглядають діти.

## Історія

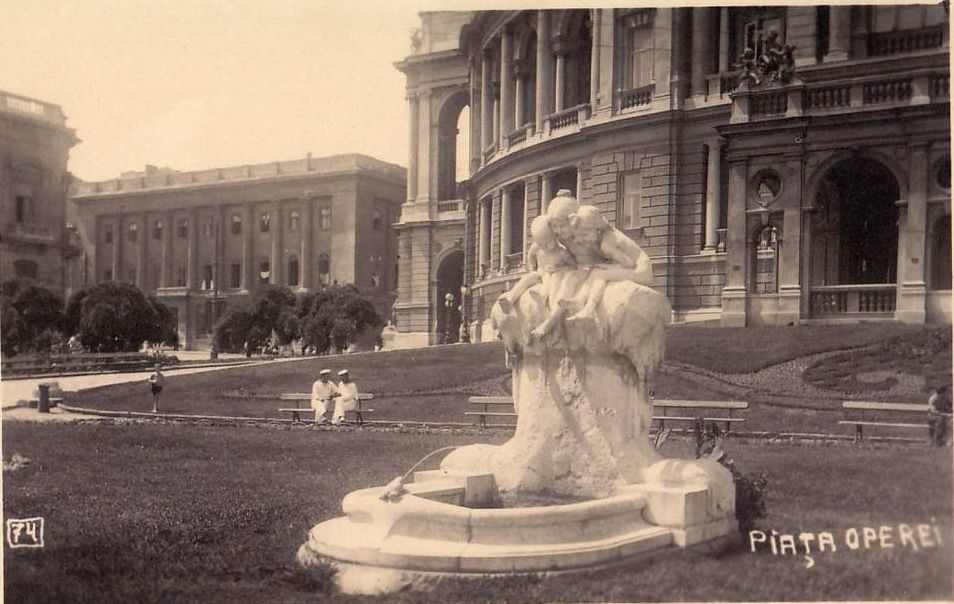
Вигляд скульптури у 1942 році — вона розташована ближче до стіни Оперного театру

Композиція була представлена Максом Блонда у художньому салоні в Парижі у 1904 році. Вона одразу здобула популярність, тому створили кілька реплік на замовлення. Щоправда, скульптор вносив певні корективи до реплік відповідно до замовлень. Нині репліки цього твору прикрашають міста Діжон (Франція), Дюссельдорф (Німеччина), Цюрих (Швейцарія) і Денвер (США). Українська версія з'явилася у 1905—1907 роках і, ймовірно, прикрашала сад вілли ювеліра Акима Біска, на Французькому бульварі. Із приходом до влади більшовиків усі садові скульптури на дачах Французького бульвару були переміщені в різні місця центру міста. Так композиція «Діти та жабка» у 1925 році опинилася на Театральній площі — спочатку ближче до стіни Оперного театру, а пізніше переміщена до стіни Англійського клубу, де тоді вже розміщувався Музей морського флоту.

## Галерея

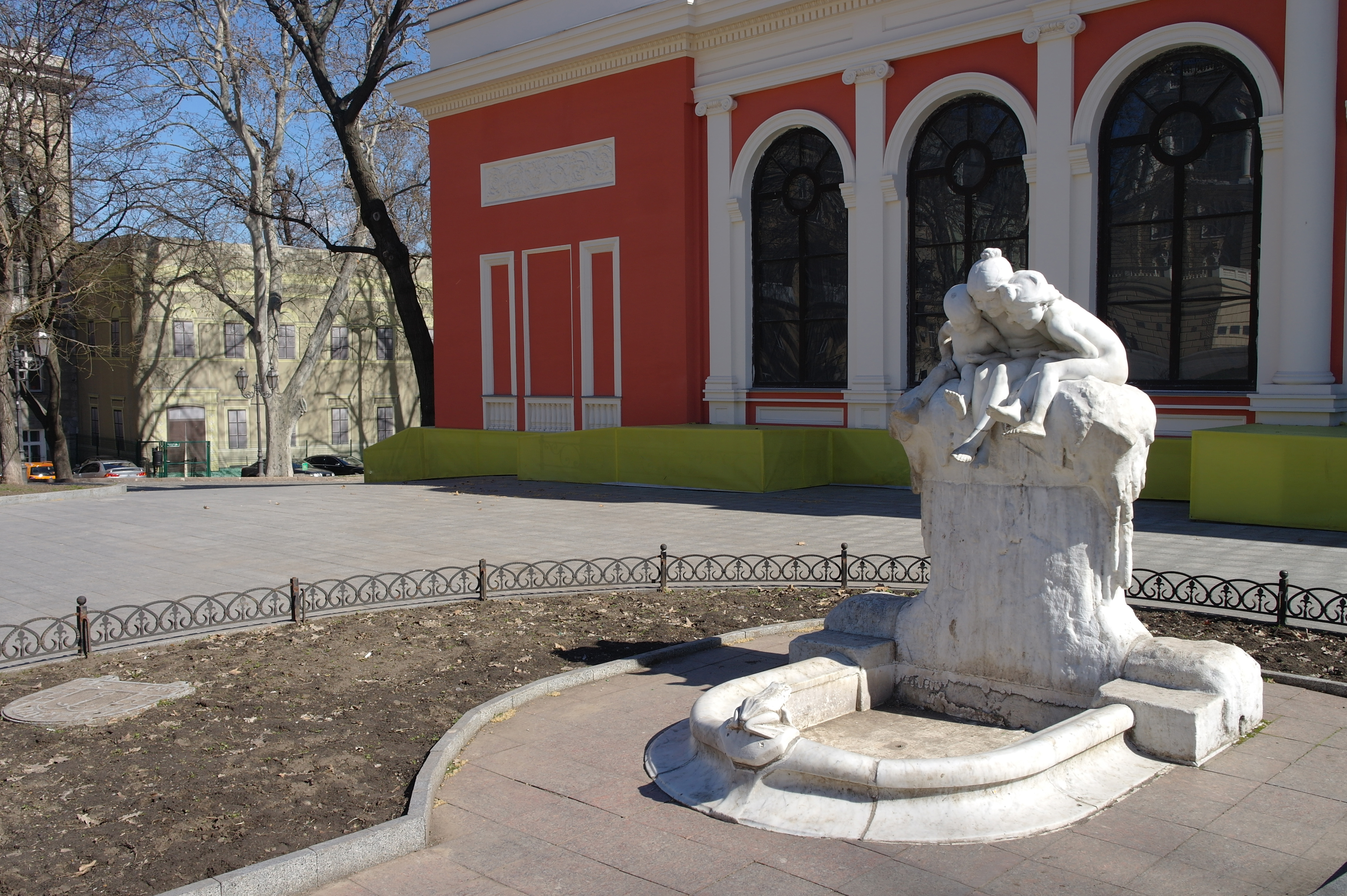
Загальний вигляд збоку
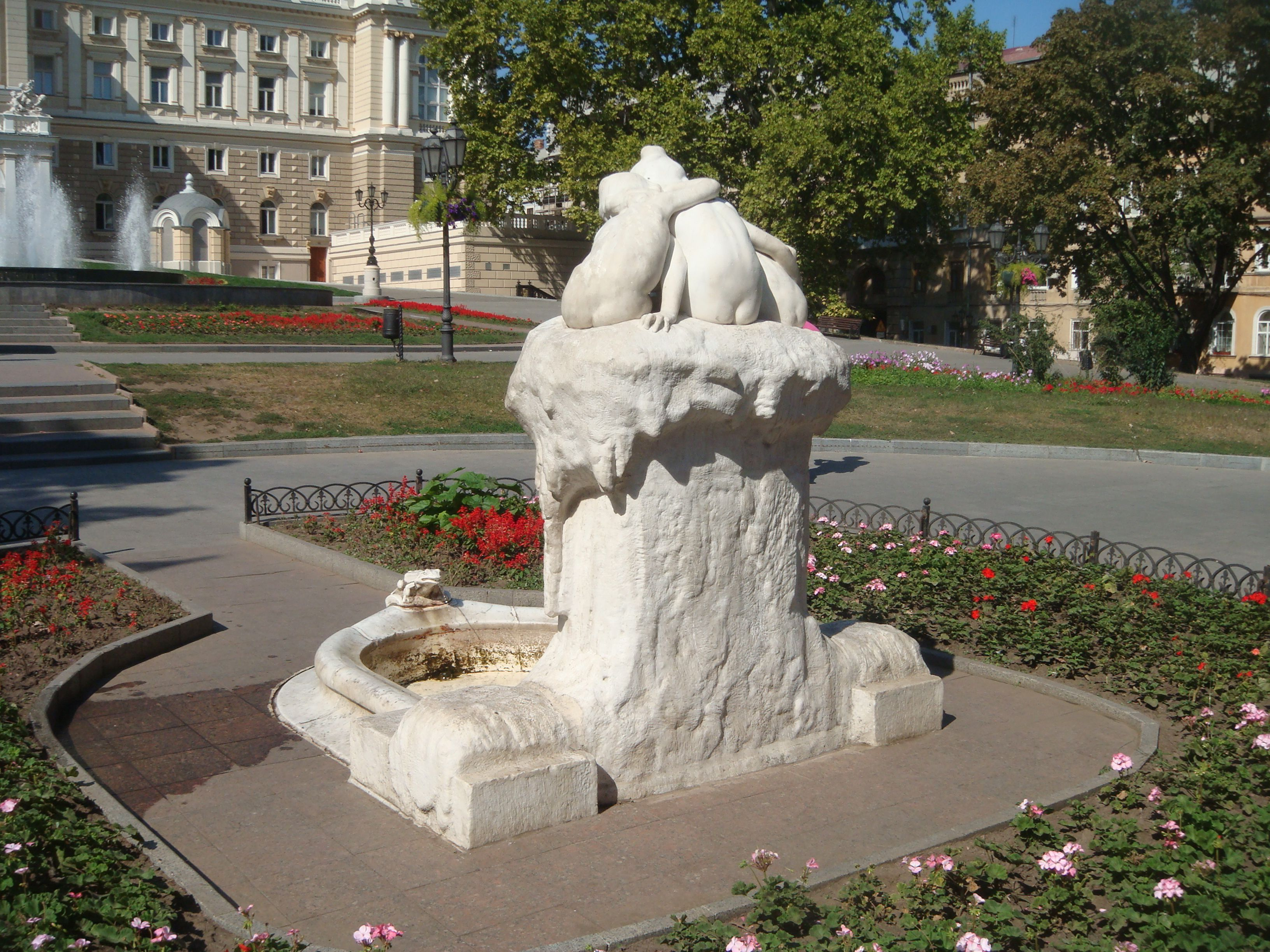
Вигляд ззаду
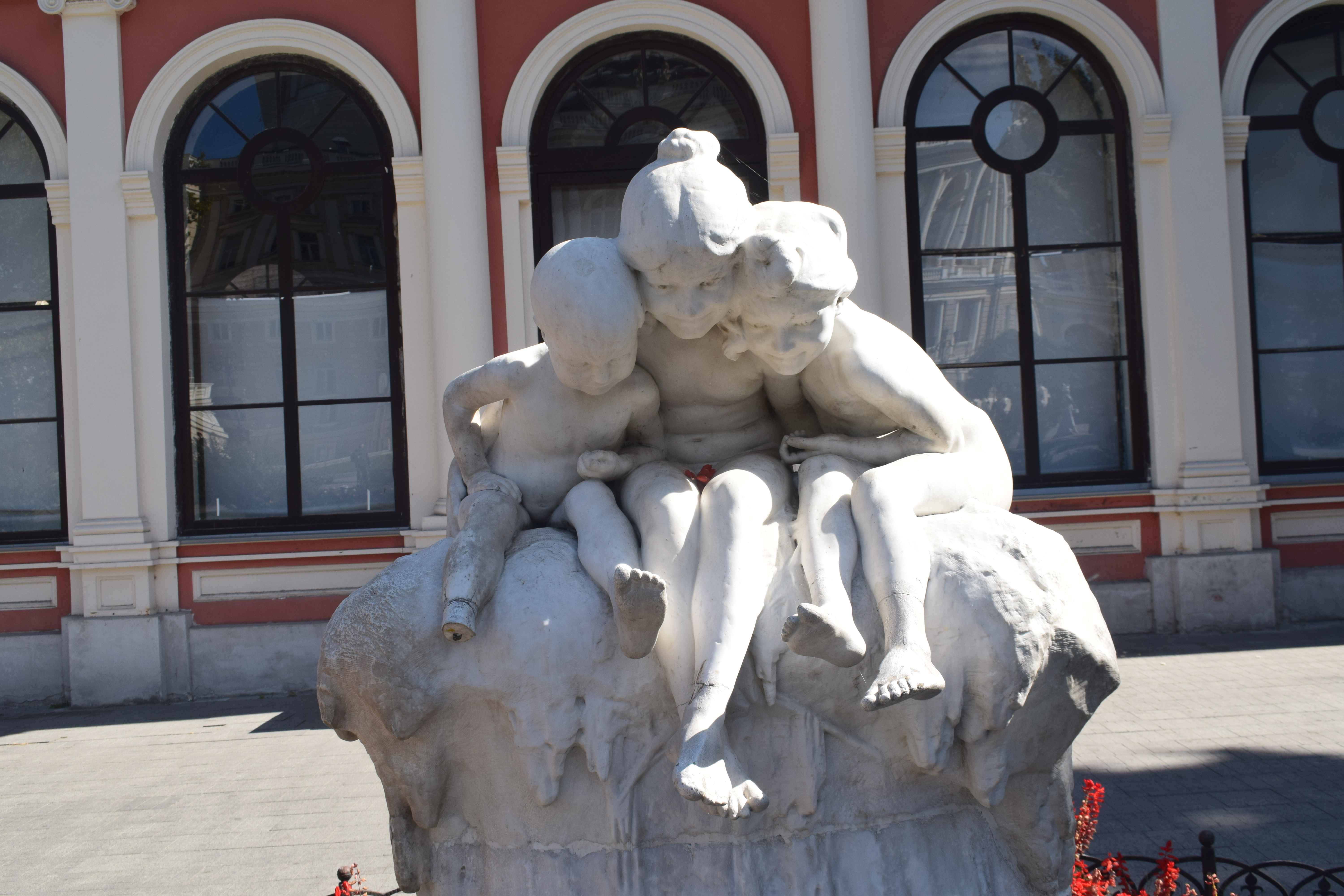
Діти
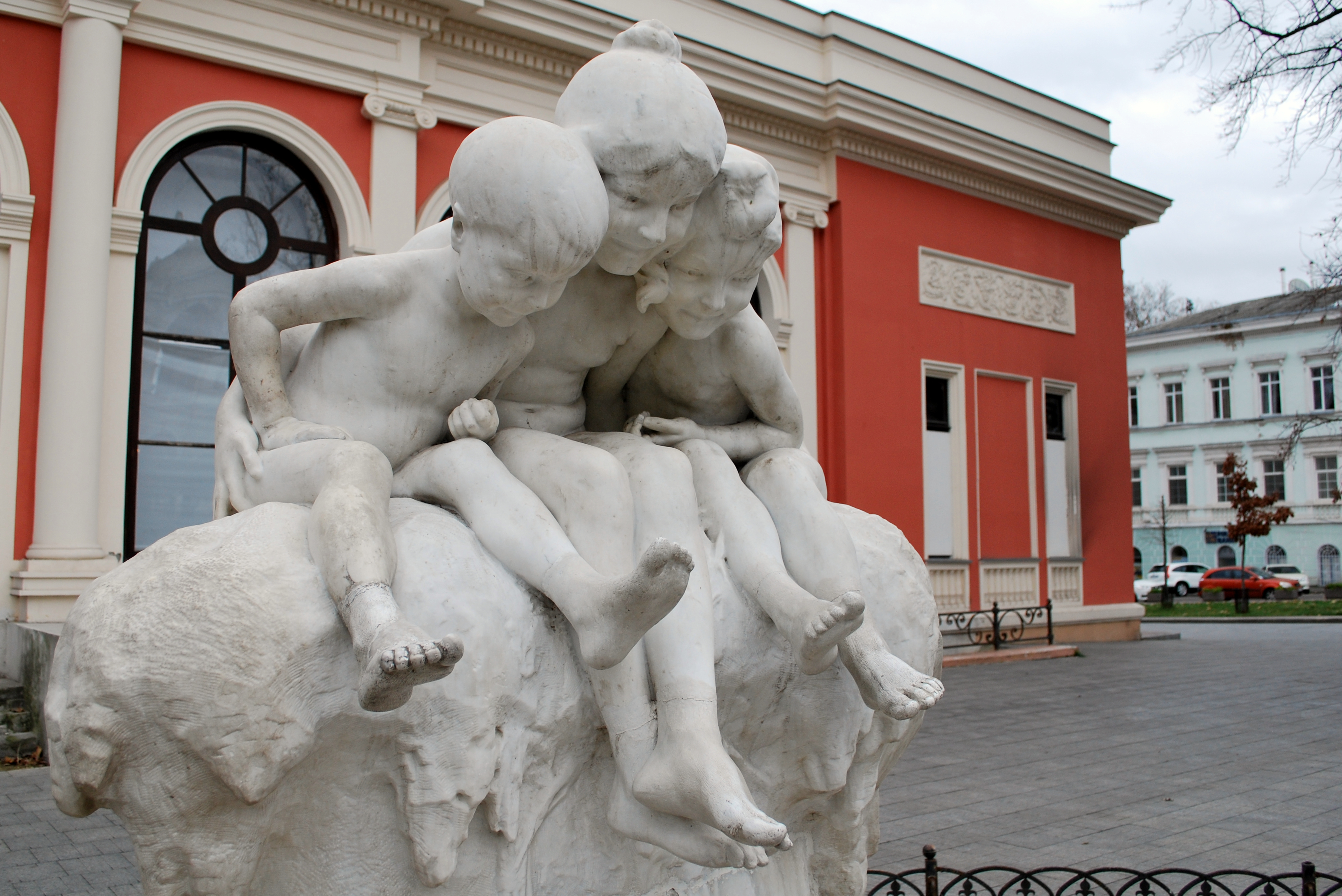
Діти (бічний вигляд)
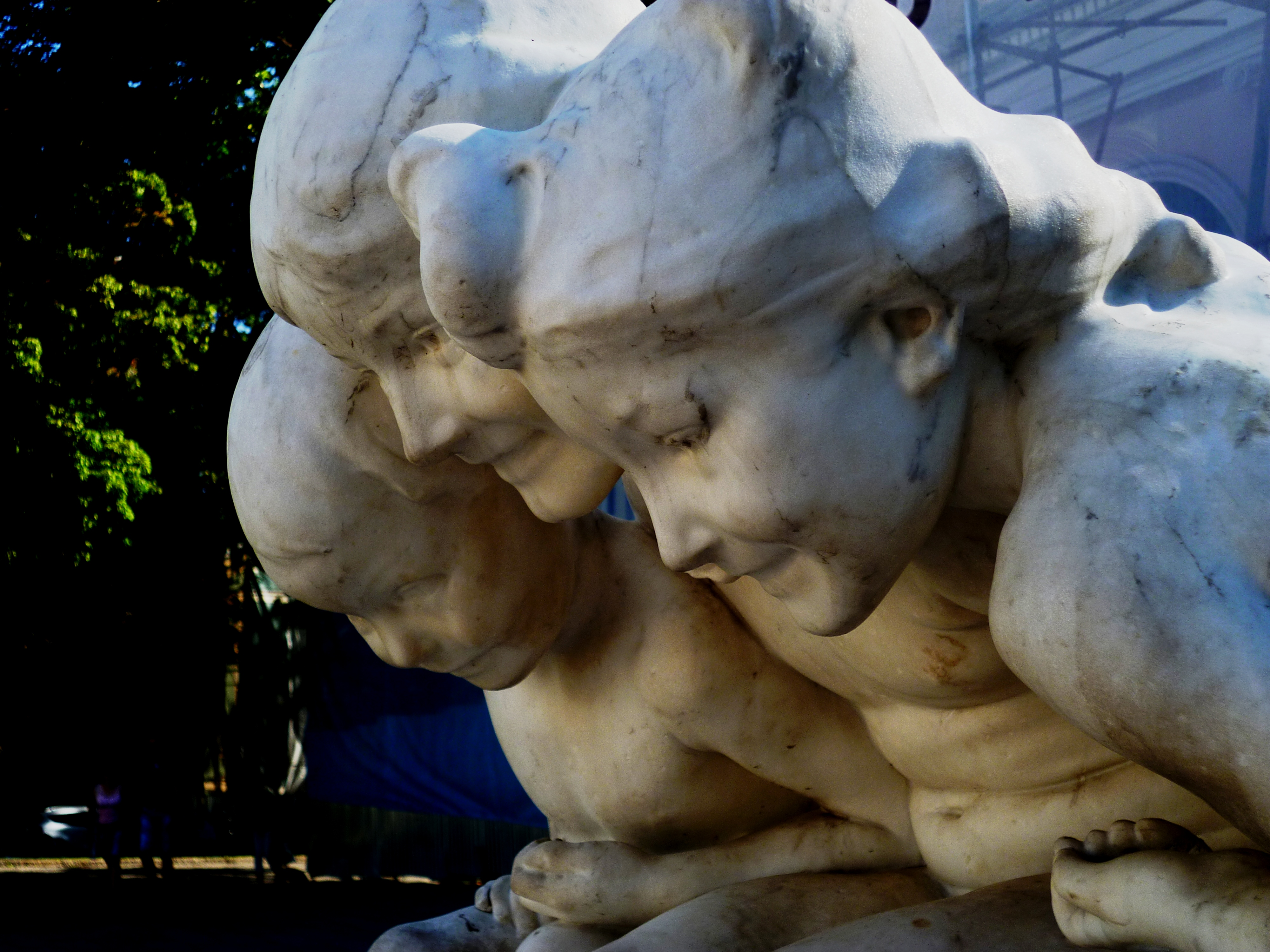
Обличчя дітей
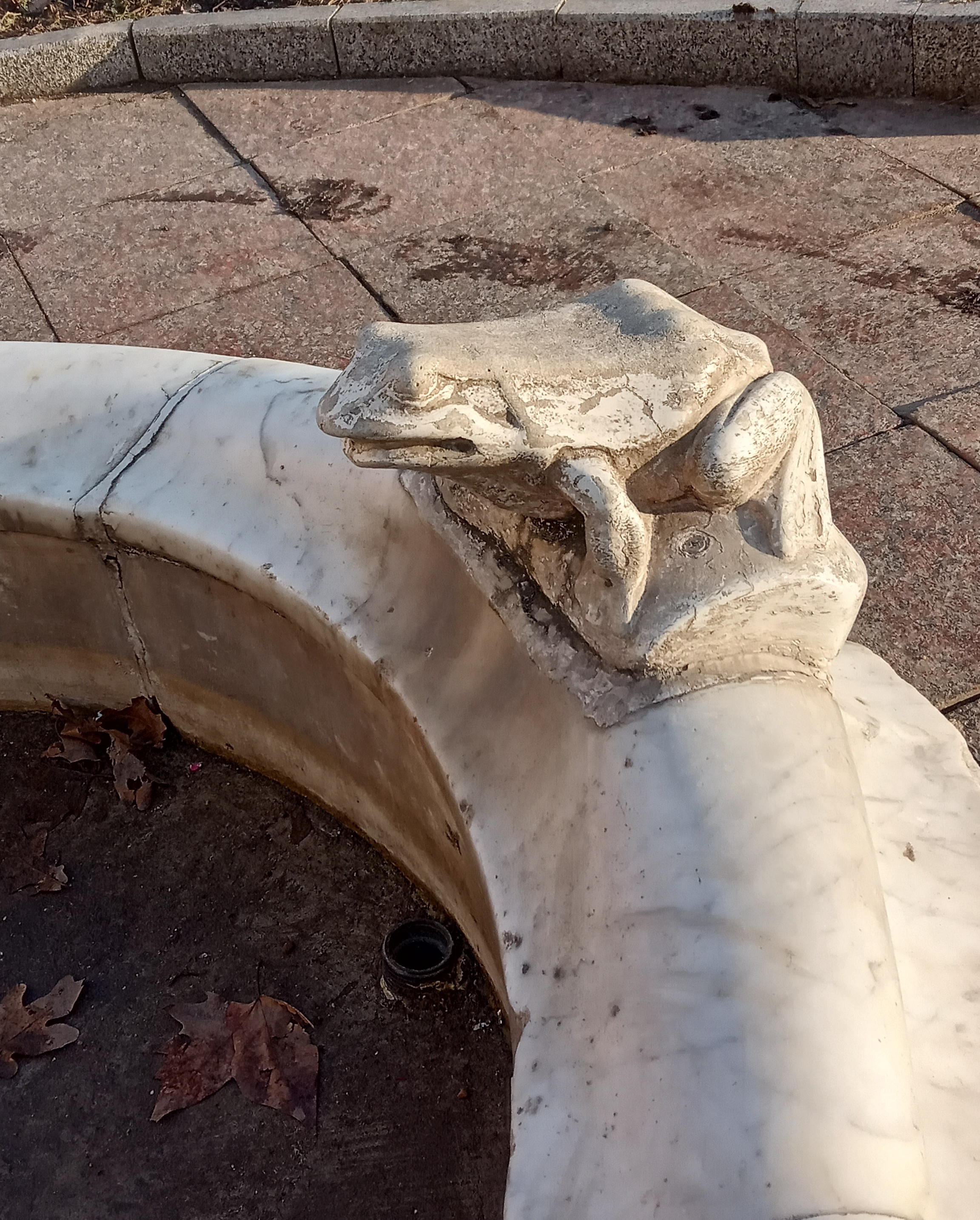
Жабеня